# First Recordings 1973
First Recordings 1973 je studiové album Johna Zorna. Album vyšlo v roce 1995 u Tzadik Records. Nahrávky pochází z let 1973-1974.

## Seznam skladeb
| Pořadí | Název                                             | Délka |
| ------ | ------------------------------------------------- | ----- |
| 1.     | Mikhail Zoetrope:: Act I                          | 22:13 |
| 2.     | Mikhail Zoetrope: Act II                          | 13:30 |
| 3.     | Mikhail Zoetrope: Act III                         | 11:00 |
| 4.     | Conquest of Mexico: Part 1 Warning Signs          | 7:45  |
| 5.     | Conquest of Mexico: Part 2 Confession             | 3:39  |
| 6.     | Conquest of Mexico: Part 3 Convulsions/Abdication | 3:56  |
| 7.     | Wind Ko/La                                        | 3:04  |
| 8.     | Automata of Al-Jazari                             | 1:16  |
| 9.     | Variations on a Theme by Albert Ayler             | 11:14 |

## Sestava
- John Zorn – altsaxofon